# Vuélveme a querer (canção)
"Vuélveme a Querer" é uma canção da cantora e compositora mexicana Thalía, para seu décimo terceiro álbum de estúdio Latina (2016). Foi escrito por Mauricio Rengifo e Sergio George e produzido por Rengifo, Armando Ávila e Andrés Torres. A música foi lançada como o segundo single do álbum em 29 de abril de 2016. "Vuélveme a Querer" é uma balada de rock latino sobre a tentativa de reacender a paixão com uma versão de bachata com Tito El Bambino.

## Antecedentes
No dia 20 de Abril, Thalía anunciou em seu perfil oficial do Instagram, que o segundo single de Latina, seria a canção "Vuélveme a Querer". No dia 28 de Abril, um dia antes da estréia oficial, o single acidentalmente vazou ao ser filtrado em plataformas digitais como o iTunes e Spotify para outros países com o fuso horário adiantado, como Japão e Austrália.

## Composição e Letras
"Vuélveme a Querer" foi escrito por Mauricio Rengifo e Sergio George e produzido por Rengifo, Armando Ávila e Andrés Torres. Ávila também foi responsável por arranjos, direção musical, bateria, piano, B3, guitarras elétricas e acústicas, teclados e programação; Rengifo e Torres também forneceram arranjos e direção musical, com Torres também fornecendo bateria. Sua instrumentação consiste em violão, guitarra, órgão, piano, bateria e teclado.
A música é uma balada rock latina sobre tentar reacender a paixão com um amante, com o cantor falando sobre os diferentes estágios do amor. Thalía falou sobre a canção em uma entrevista para Semana, afirmando: "Na minha carreira, sempre houve essa dualidade entre a diversão e a personalidade romântica, e essa música é o tipo de balada "lacrimogênea" que dá pontos ao uma power ballad como nunca fiz antes. Acredito que seja uma das minhas melhores baladas."

## Vídeo clipe
O videoclipe foi lançado em 10 de maio de 2016. Como explicado por Griselda Flores, da Billboard, o vídeo é ambientado "em um belo teatro, [onde] a estrela pop mexicana aparece correndo em seus corredores vazios em um vestido de baile glamoroso cor nude enquanto também ostenta um segundo visual casual, jeans e uma camiseta branca, ao cantar a música romântica no palco."

## Interpretações ao vivo
Thalía cantou pela primeira vez a canção durante o programa Nuestra Belleza Latino, no dia 8 de Maio de 2016.

## Listagens de faixas
| - Download digital 1. "Vuélveme a Querer" – 4:05 | - Download digital da versão Bachata 1. "Vuélveme a Querer [feat. Tito El Bambino]" – 4:08 |

## Desempenho nas tabelas musicais

### Posições
| Chart (2016)                                       | Posição |
| -------------------------------------------------- | ------- |
| Estados Unidos (Billboard Mexican Espanol Airplay) | 6       |
| Estados Unidos (Billboard Mexico Airplay)          | 40      |
| Estados Unidos (Billboard Latin Pop Airplay)       | 20      |